# Before Your Love
«Before Your Love» — песня, вошедшая в дебютный сингл американской певицы Келли Кларксон, изданный в виде двойного сингла. Второй композицией сингла стала песня «A Moment Like This». Сингл вышел после победы Келли Кларксон в первом сезоне шоу American Idol, затем обе песни были включены в список композиций её дебютного альбома Thankful.

## Список композиций
| №  | Название             | Длительность |
| -- | -------------------- | ------------ |
| 1. | «Before Your Love»   |              |
| 2. | «A Moment Like This» |              |

## Видеоклип
Видеоклип «Before Your Love» стал первым клипом Келли Кларксон и был выпущен практически сразу после её победы на American Idol. Видео входило в топ 10 шоу MTV TRL течение 2 недель и затем было заменено на «A Moment Like this».

## Позиции в чартах
Сама по себе песня не вошла в чарты, но, из-за специфики издания сингла (двойной сингл с композицией «A Moment Like this», на которую делался упор. В первое время в чартах числился сингл с упоминанием обеих песен, позднее «Before Your Love» исключили.
| Чарт (2002)                        | Лучший результат |
| ---------------------------------- | ---------------- |
| США (Billboard Hot 100)            | 1                |
| Top 40 Tracks                      | 37               |
| США (Billboard Adult Top 40)       | 25               |
| США (Billboard Adult Contemporary) | 4                |

- позиции двойного сингла